# David von Ballmoos
David von Ballmoos (Langnau im Emmental, 30 dicembre 1994) è un calciatore svizzero, portiere dello Young Boys.

## Palmarès

### Club

#### Competizioni nazionali
- Campionato svizzero: 6

Young Boys: 2017-2018, 2018-2019, 2019-2020, 2020-2021, 2022-2023, 2023-2024
- Coppa Svizzera: 2

Young Boys: 2019-2020, 2022-2023